# Португалци
Португалци (порт. os Portugueses) је израз који у ширем смислу означава становнике Португалије, док у ужем смислу означава романску етничку групу којој је Португалија постојбина. Португалци су у језичном смислу дефинисани коришћењем португалског језика, и у мањом мери културом којој је један од темеља хришћанска римокатоличка вера.
Португалци своје порекло вуку од древних становника Иберијског полуострва - иберијских и келтских племена (Келтибери), од којих су најпознатији Луситанци - који су се за време римске власти помешали с латинским досељеницима те тако романизовали. Уз њих су, мада нешто мање, на стварање модерне португалске нације утицај имали и германски освајачи у доба Велике сеобе народа - Визиготи и Свеви, а у португалском етничком корпусу се такође могу пронаћи примесе Феничана, Арапа, Мавра и Бербера.
Данас Португалаца у самом Португалији има око 10 милиона. Захваљујући вишевековној португалској колонијалној империји постоје значајне заједнице Португалаца у земљама као што су Ангола, Шри Ланка, Мозамбик, Макау и Источни Тимор. Због економске емиграције у 20. веку, посебно интензивиране уласком Португала у Европску унију, створене су и бројне португалске заједнице у земљама западне Европе, али и у многим деловима Северне Америке, поготово Канади.
Португалцима се, захваљујући интензивној емиграцији у 19. веку и 20. веку, може сматрати и најмање 35% данашњих Бразилаца.